# Santa Rosa de Goiás
Santa Rosa de Goiás este un oraș în Goiás (GO), Brazilia.